# فرد كلارك
فرد كلارك (بالإنجليزية: Fred Clarke)‏ (و. 1872 – 1960 م) هو لاعب كرة قاعدة، من الولايات المتحدة، ولد في وينترست، يلعب كلاعب دفاع ‏، توفي في وينفيلد، عن عمر يناهز 88 عاماً.

## روابط خارجية
- فرد كلارك على موقع دوري كرة القاعدة الرئيسي (الإنجليزية)
- فرد كلارك على موقعبيزبول رفرنس.كوم (الدوري الرئيسي) (الإنجليزية)
- فرد كلارك على موقعبيزبول رفرنس.كوم (الدوري الثانوي) (الإنجليزية)
- فرد كلارك على موقع إي إس بي إن.كوم (أم.أل.بي) (الإنجليزية)
- فرد كلارك على موقع مشجعي الرسوم البيانية (الإنجليزية)
- فرد كلارك على موقع قاعة مشاهير كرة القاعدة (الإنجليزية)
- فرد كلارك على موقع قاعة كنساس للمشاهير الرياضية (مؤرشف) (الإنجليزية)
- فرد كلارك على موقع قاعة آيوا للمشاهير الرياضية (الإنجليزية)